# Taeniolella rolfii
Taeniolella rolfii är en lavart som beskrevs av Diederich & Zhurb. 1997. Taeniolella rolfii ingår i släktet Taeniolella och familjen Mytilinidiaceae.  Arten är reproducerande i Sverige. Inga underarter finns listade i Catalogue of Life.